# Butte County, Idaho
Butte County är ett administrativt område i delstaten Idaho, USA, med 2 891 invånare (2010). Den administrativa huvudorten (county seat) är Arco. 

## Geografi
Enligt United States Census Bureau så har countyt en total area på 5 785 km². 5 783 km² av den arean är land och 2 km² är vatten.

### Angränsande countyn
- Clark County - nordöst
- Jefferson County - öst
- Bingham County - sydöst
- Blaine County - sydväst
- Lemhi County - nordväst
- Custer County - nordväst